# 森比姆 (科羅拉多州)
森比姆（英語：Sunbeam）是位於美國科羅拉多州莫弗特縣的一個非建制地區。該地的面積和人口皆未知。

## 地理
森比姆的座標為40°33′03″N 108°11′45″W / 40.55083°N 108.19583°W，而該地的平均海拔高度為1795米（即5889英尺）。